# تريفور جاكوبس
تريفور جاكوبس (بالإنجليزية: Trevor Jacobs)‏ (28 نوفمبر 1946 ببرستل في المملكة المتحدة - 1 يناير 2014) هو لاعب كرة قدم بريطاني في مركز الظهير. لعب مع نادي بريستول روفيرز ونادي بريستول سيتي ونادي بليموث أرجايل وBideford A.F.C. ‏ وClevedon Town F.C. ‏ وPaulton Rovers F.C. ‏.